# Élections régionales de 1996 en Bade-Wurtemberg
Les élections régionales de 1996 en Bade-Wurtemberg (en allemand : Landtagswahl in Baden-Württemberg 1996) se tiennent le 24 mars 1996, afin d'élire les 120 députés de la 12e législature du Landtag pour un mandat de cinq ans. Du fait de la loi électorale, 155 députés sont finalement élus.
Le scrutin est marqué par la victoire de la CDU, qui conforte sa majorité relative. Le ministre-président Erwin Teufel se maintient au pouvoir après avoir formé une « coalition noire-jaune ».

## Contexte
Aux élections législatives régionales du 5 avril 1992, la CDU, qui gouverne le Bade-Wurtemberg depuis 1952 et bénéficie de la majorité absolue depuis 1972, subit une sévère déconvenue. Avec seulement 39,6 % des voix, elle réalise son plus mauvais résultat depuis 1960 et perd logiquement sa majorité absolue avec 64 députés sur 146.
Le SPD de l'ancien député fédéral Dieter Spöri ne s'en sort pas mieux, puisqu'il ne rassemble que 29,4 % des suffrages exprimés, ce qui lui donne 46 sièges. Il est suivi par le parti d'extrême droite Les Républicains (REP), qui perce directement à la troisième place avec 10,9 % des suffrages et 15 élus. Ils devancent donc les Grünen, qui continuent de dominer le FDP. Tandis que les premiers totalisent 9,5 % des exprimés et 13 parlementaires, le second atteint 5,9 % des voix et fait élire huit députés.
Ne pouvant plus gouverner seul, le ministre-président Erwin Teufel est contraint de constituer une coalition. Dans la mesure où une hypothétique « coalition noire-jaune » entre la CDU et le FDP manque de deux sièges la majorité requise pour diriger le Land, Teufel associe son parti au SPD et forme donc une « grande coalition » dans laquelle Spöri est vice-ministre-président et ministre de l'Économie. Il cède alors la présidence du groupe parlementaire à Ulrich Maurer, président régional du parti.

## Mode de scrutin
Le Landtag est constitué de 120 députés (en allemand : Mitglied des Landtags, MdL), élus pour une législature de cinq ans au suffrage universel direct et suivant le scrutin proportionnel de Sainte-Laguë.
Chaque électeur dispose d'une voix, qui compte double. Elle est d'abord attribuée au parti politique dont le candidat est le représentant, puis elle permet de déterminer le score du candidat dans sa circonscription, le Land comptant un total de 70 circonscriptions.
Lors du dépouillement, l'intégralité des 120 sièges est répartie en fonction de la première attribution, à condition qu'un parti ait remporté 5 % de ces voix au niveau du Land (les voix des candidats indépendants sont donc exclues de ce décompte). Cette répartition est ensuite répétée au niveau des quatre districts. Si un parti a remporté des mandats avec la deuxième attribution, ses sièges sont d'abord pourvus par ceux-ci. Les sièges restants sont ensuite comblés par les candidats des circonscriptions non-élus, dans l'ordre décroissant de leur résultat en pourcentage.
Dans le cas où un parti obtient plus de mandats au scrutin uninominal que la proportionnelle ne lui en attribue, la taille du Landtag est augmentée jusqu'à rétablir la proportionnalité.

## Campagne

### Principales forces
| Parti | Parti                                                                              | Chef de file                          | Résultats de 1992          |
| ----- | ---------------------------------------------------------------------------------- | ------------------------------------- | -------------------------- |
|       | Union chrétienne-démocrate d'Allemagne Christlich Demokratische Union Deutschlands | Erwin Teufel (Ministre-président)     | 39,6 % des voix 64 députés |
|       | Parti social-démocrate d'Allemagne Sozialdemokratische Partei Deutschlands         | Dieter Spöri (Ministre de l'Économie) | 29,4 % des voix 46 députés |
|       | Les Républicains Die Republikaner                                                  | Rolf Schlierer                        | 10,9 % des voix 15 députés |
|       | Alliance 90 / Les Verts Bündnis 90/Die Grünen                                      | Fritz Kuhn                            | 9,5 % des voix 13 députés  |
|       | Parti libéral-démocrate Freie Demokratische Partei                                 | Walter Döring                         | 5,9 % des voix 8 députés   |

## Résultats

### Voix et sièges
| Parti                             | Parti                                             | Voix      | Voix  | Sièges | Sièges        | Sièges | Sièges | Sièges        |
| Parti                             | Parti                                             | Votes     | %     | MU1    | +/-           | Liste  | Total  | +/-           |
| --------------------------------- | ------------------------------------------------- | --------- | ----- | ------ | ------------- | ------ | ------ | ------------- |
|                                   | Union chrétienne-démocrate d'Allemagne (CDU)      | 1 974 619 | 41,27 | 69     | 5             | 0      | 69     | 5             |
|                                   | Parti social-démocrate d'Allemagne (SPD)          | 1 199 123 | 25,06 | 1      | 5             | 38     | 39     | 7             |
|                                   | Alliance 90 / Les Verts (Grünen)                  | 580 801   | 12,14 | 0      | en stagnation | 19     | 19     | 6             |
|                                   | Parti libéral-démocrate (FDP)                     | 458 478   | 9,58  | 0      | en stagnation | 14     | 14     | 6             |
|                                   | Les Républicains (REP)                            | 437 228   | 9,14  | 0      | en stagnation | 14     | 14     | 1             |
|                                   | Parti écologiste-démocrate (ÖDP)                  | 69 775    | 1,46  | 0      | en stagnation | 0      | 0      | en stagnation |
|                                   | Parti des chrétiens respectueux de la Bible (PBC) | 23 250    | 0,49  | 0      | en stagnation | 0      | 0      | en stagnation |
|                                   | Les Gris - Les Panthères grises (GRAUE)           | 12 171    | 0,25  | 0      | en stagnation | 0      | 0      | en stagnation |
|                                   | Parti de protection des animaux (Tierschutz)      | 10 512    | 0,22  | 0      | Nv.           | 0      | 0      | Nv.           |
|                                   | Parti de la loi naturelle (NATURGESETZ)           | 6 184     | 0,13  | 0      | Nv.           | 0      | 0      | Nv.           |
|                                   | Autres                                            | 11 988    | 0,25  | 0      | en stagnation | 0      | 0      | en stagnation |
|                                   |                                                   |           |       |        |               |        |        |               |
| Votes valides                     | Votes valides                                     | 4 784 129 | 98,45 |        |               |        |        |               |
| Votes blancs et nuls              | Votes blancs et nuls                              | 75 176    | 1,55  |        |               |        |        |               |
| Total                             | Total                                             | 4 859 305 | 100   | 70     | en stagnation | 85     | 155    | 9             |
| Abstentions                       | Abstentions                                       | 2 330 601 | 22,41 |        |               |        |        |               |
| Nombre d'inscrits / participation | Nombre d'inscrits / participation                 | 7 189 906 | 67,59 |        |               |        |        |               |